# Château de Grézan
Le château de Grézan est une ancienne commanderie hospitalière fondée au XIIe siècle et transformée au XIXe siècle en forteresse de fantaisie.
Inscrit au titre des monuments historiques, cet ensemble de taille considérable ceint de remparts crénelés est situé à Laurens, dans le département de l'Hérault.

## Historique
À l'origine ancien terroir agricole, ce fut le siège d'une commanderie des Hospitaliers de l'ordre de Saint-Jean de Jérusalem, puis devient au XIXe siècle un domaine viticole.
Le bâti ancien fut repris entre 1820 et 1888, puis complètement remodelé en 1890 par Gabriel Mirepoix, l'ensemble des travaux est alors confié à l'architecte Louis Garros.
La vaste enceinte de plusieurs centaines de mètres d'inspiration médiévale ne date que de la fin du XIXe siècle, elle a été imaginée par Gabriel Mirepoix et construite par l'architecte Louis Garros, Gabriel Mirepoix lui dira alors « Faites-moi du Carcassonne ».

## Protection
Les façades et toitures de l'ensemble des bâtiments, ainsi que le parc (cotés D2 693 à 695, 1112 à 1114, 1125 à 1127, 1161 à 1163 au cadastre) font l’objet d’une inscription au titre des monuments historiques depuis le 22 juillet 1993.

## Galerie

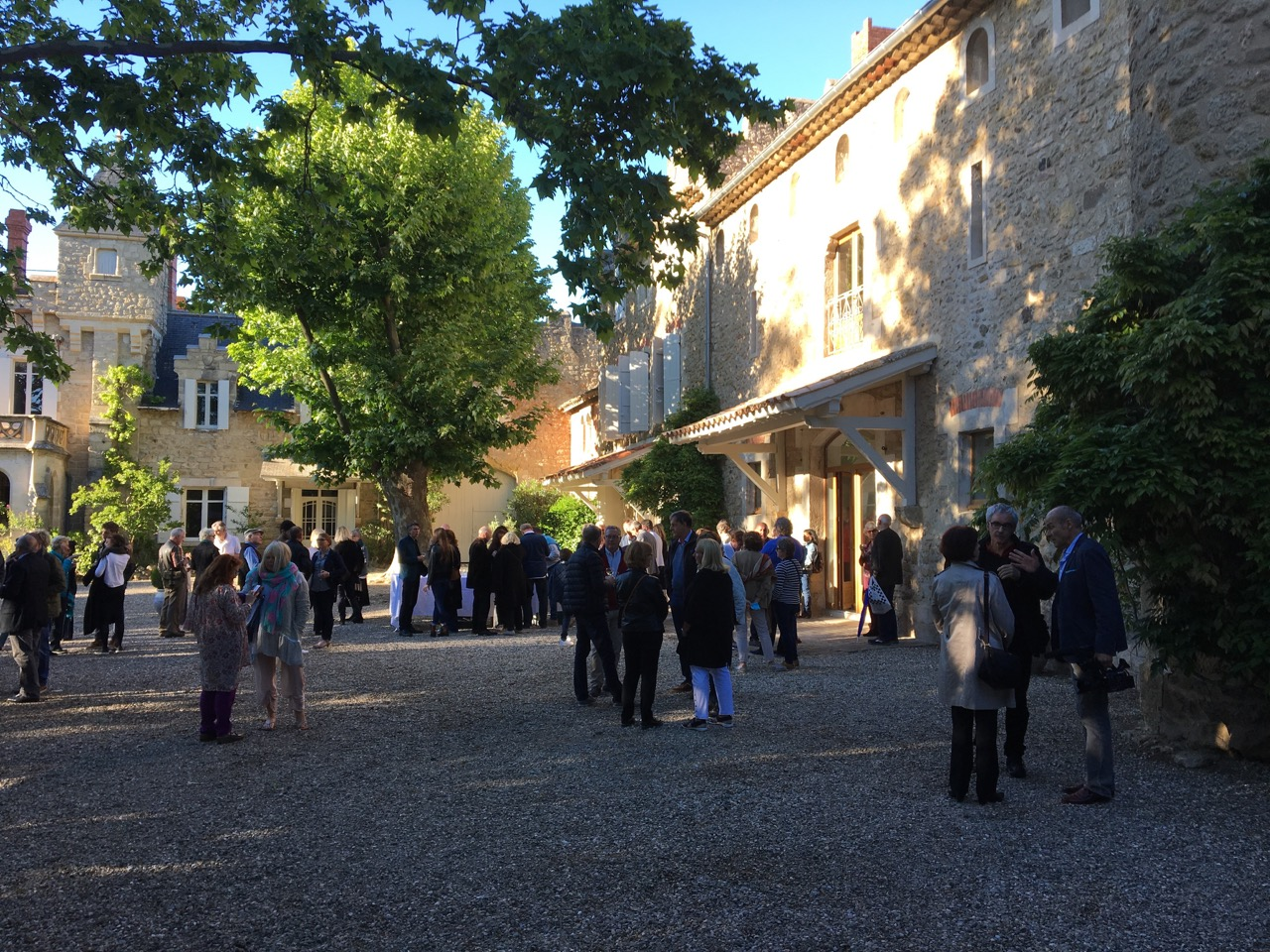
Cour intérieure
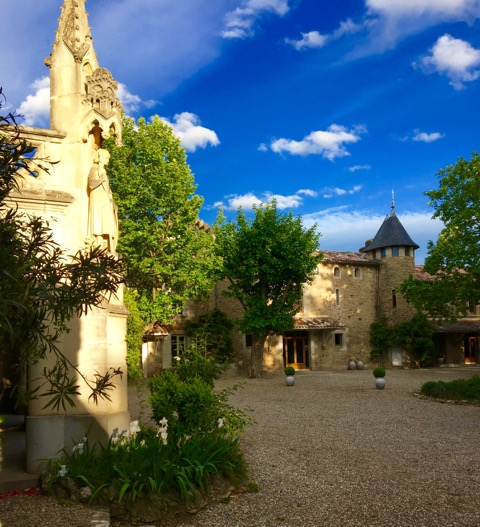
Statue de Jeanne d'Arc
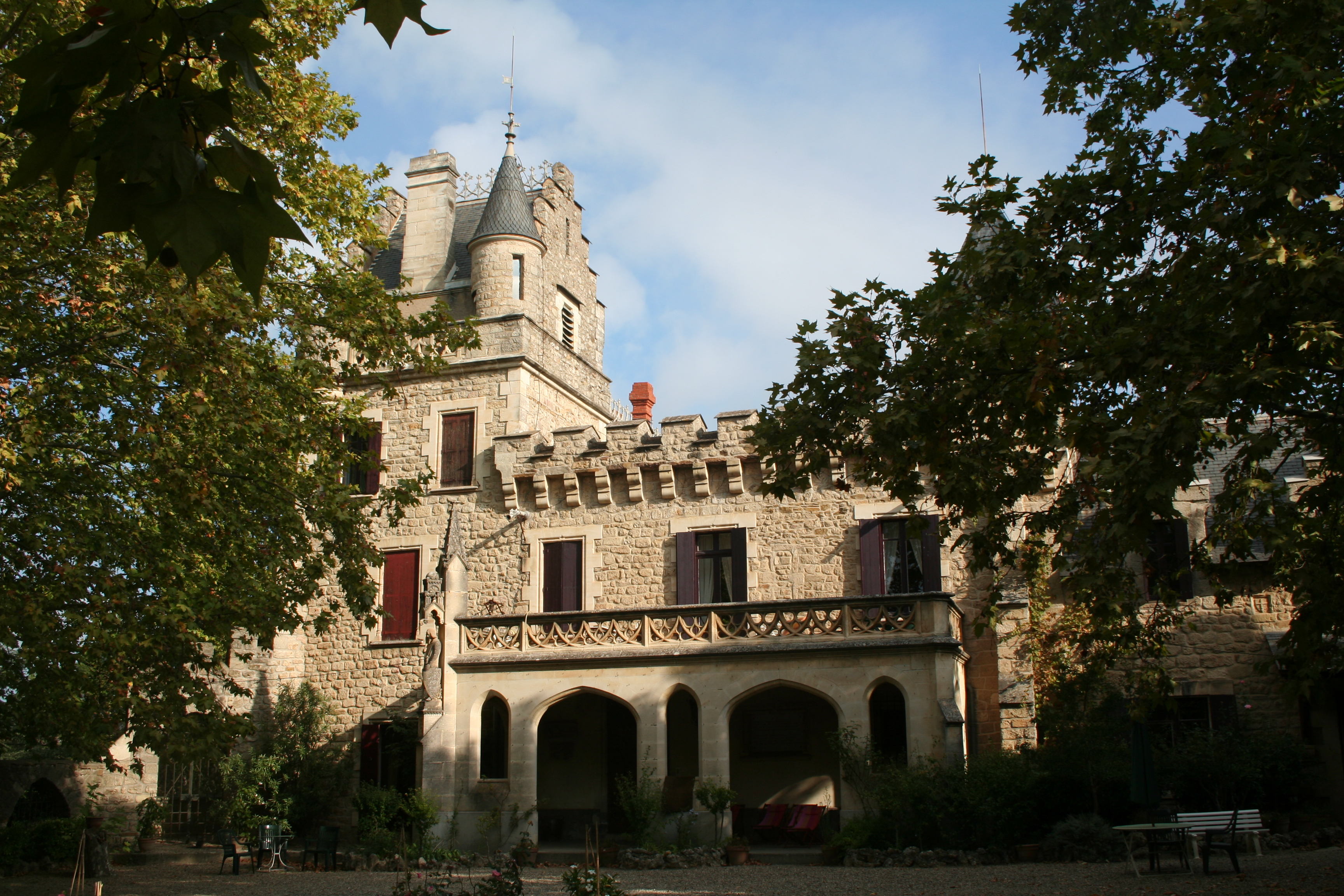
Façade du château de Grézan
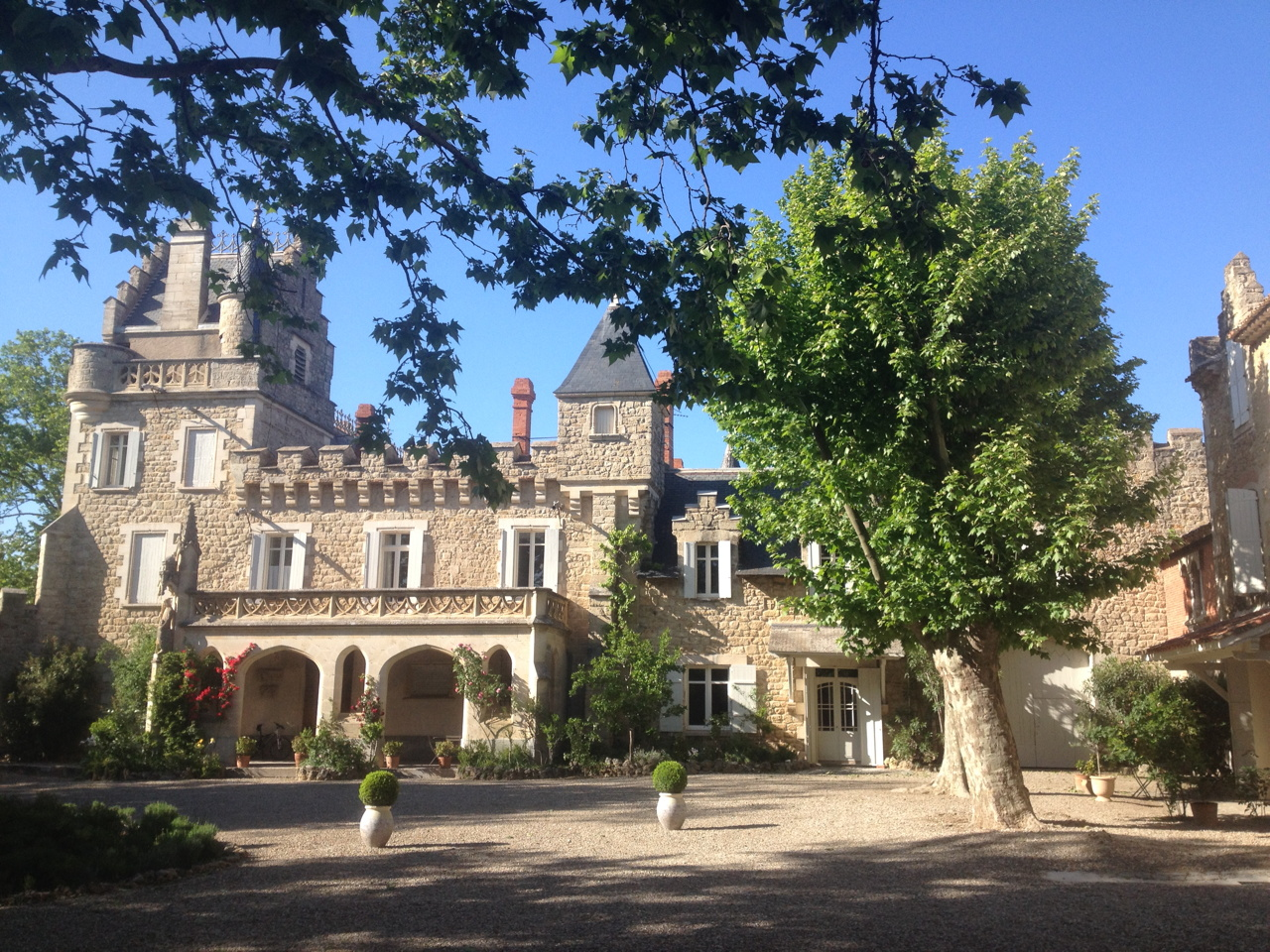
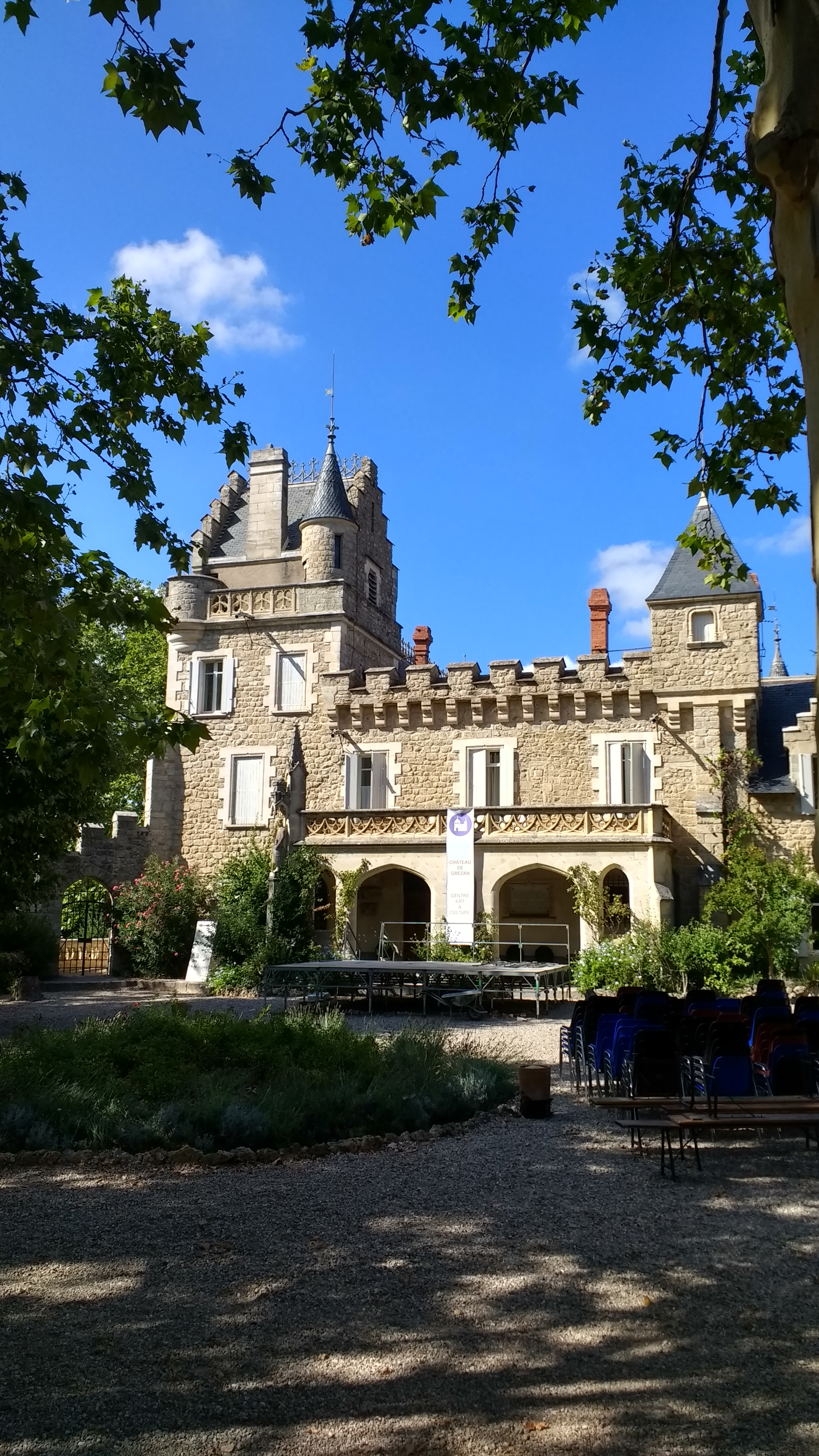
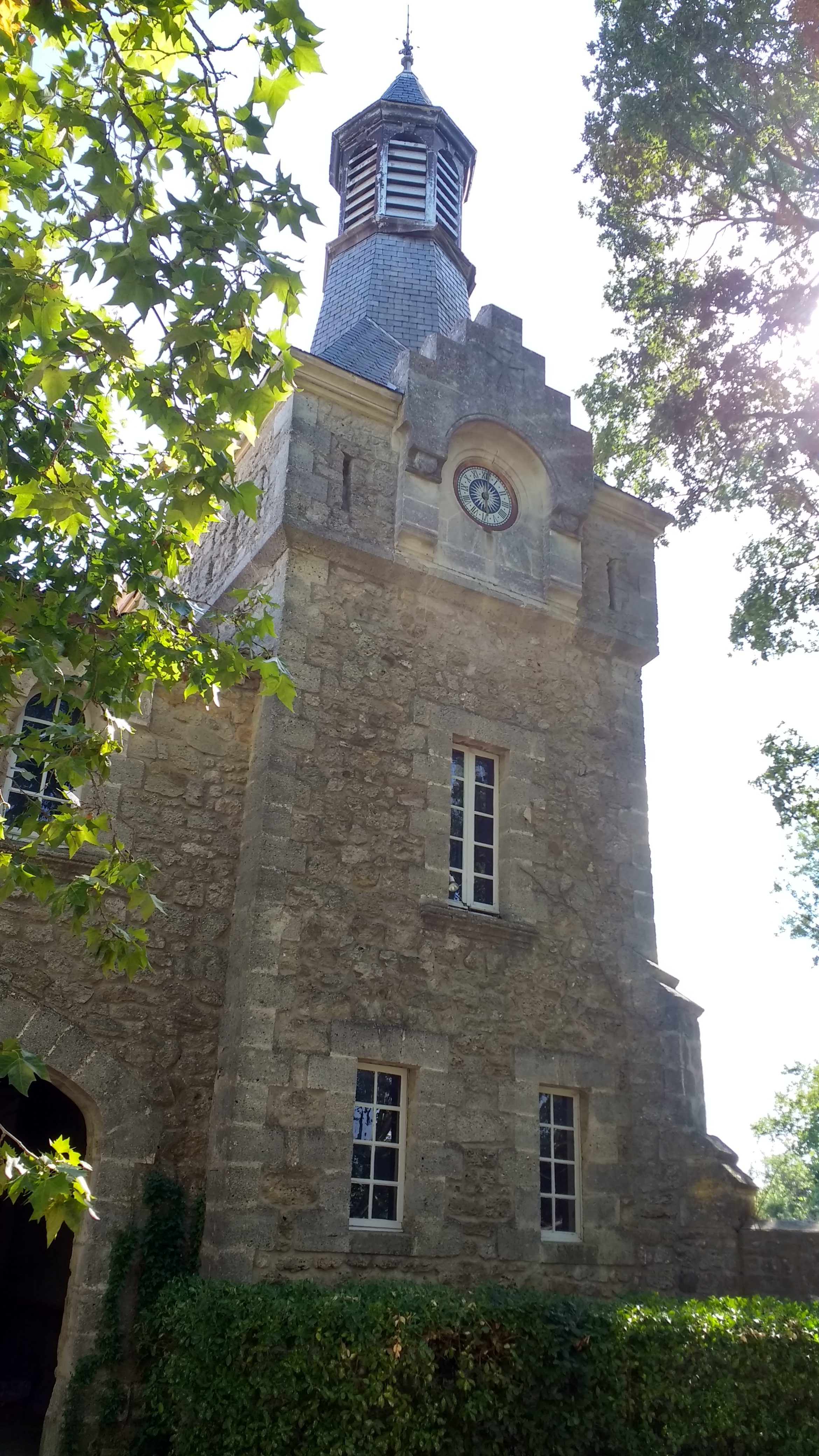
La grande tour
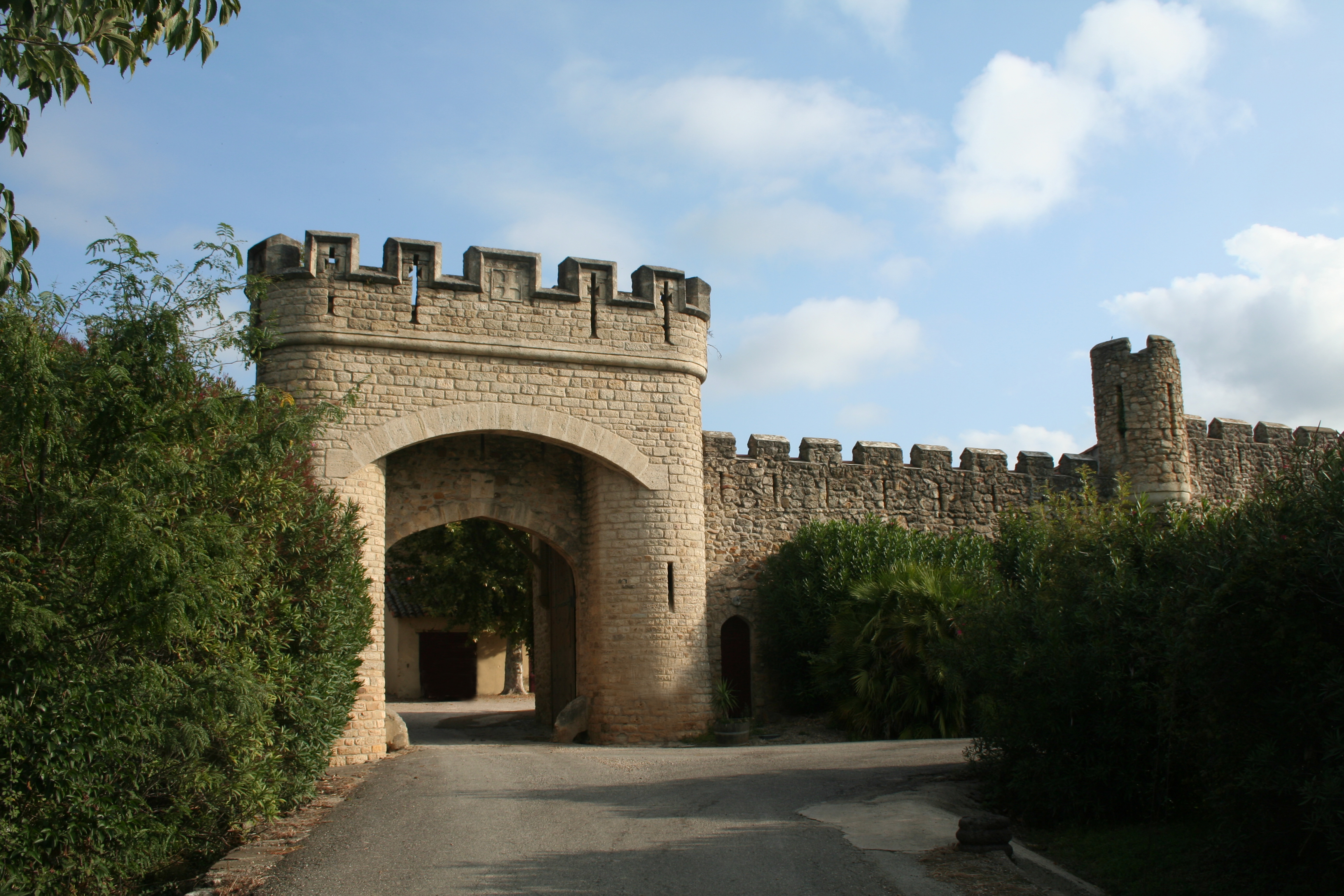
Entrée principale